# Ніклас Екберг
Ніклас Екберг  (швед. Niclas Ekberg, 23 грудня 1988) — шведський гандболіст, олімпійський медаліст.

## Виступи на Олімпіадах
| Олімпіада   | Дисципліна | Місце |
| ----------- | ---------- | ----- |
| Лондон 2012 | гандбол    | 2     |

## Зовнішні посилання
- Досьє на sport.references.com [Архівовано 11 жовтня 2016 у Wayback Machine.]